# Sergio Leone - L'italiano che inventò l'America
Sergio Leone - L'italiano che inventò l'America è un film documentario italiano del 2022, scritto e diretto da Francesco Zippel.
Il film ha vinto un Nastro d'argento al miglior documentario ai Nastri d'argento 2023.

## Trama
Il film racconta il regista italiano Sergio Leone attraverso filmati d'archivio e interviste a celebrità del mondo del cinema che sono state influenzate dal suo stile.

## Distribuzione
Nel settembre 2022 il film è stato presentato in anteprima nella sezione classici della 79ª edizione della Mostra Internazionale d'Arte Cinematografica di Venezia. Il film è stato poi distribuito nei cinema italiani a partire dal 20 ottobre dello stesso anno.
In Corea del Sud è stato presentato il 28 aprile 2023 al Jeonju International Film Festival. In Germania è stato trasmesso in televisione il 5 maggio 2023 con il titolo Sergio Leone. In Brasile è stato presentato il 24 giugno 2023 al Festival 8½ Festa do Cinema Italiano con il titolo Sergio Leone - O Italiano que Inventou a América. Negli Stati Uniti il film è stato distribuito il 1º dicembre 2023 tramite Internet con il titolo Sergio Leone: The Man Who Invented America, usato poi anche a livello internazionale. In Ungheria il film è stato distribuito con il titolo Sergio Leone: Az olasz, aki filmre vitte Amerikát. In Polonia il film è stato ribattezzato Sergio Leone: Włoch, który wynalazł Amerykę. In Russia il film è stato distribuito con il titolo Серджио Леоне - итальянец, который изобрёл Америку.

## Riconoscimenti
- 2022 - Mostra internazionale d'arte cinematografica
  - Candidatura al Premio Venezia Classici - Miglior documentario sul cinema a Francesco Zippel
- 2023 - Nastro d'Argento
  - Miglior documentario a Francesco Zippel[1][2]